# Fahrelnissa Zeid
Fahrelnissa Zeid (tiếng Ả Rập: الأميرة فخر النساء زيد) Fakhr un-nisa or Fahr-El-Nissa (7/1/1901 – 5/9/1991) là nữ họa sĩ người Thổ Nhĩ Kỳ. Bà nổi tiếng với dòng tranh trừu tượng.

## Thời thơ ấu
Sinh năm 1901, Fahrelnissa Zeid sinh ra và lớn lên trên đảo Büyükada, gần thành phố Istanbul. Cha của bà là ông Şakir Pasha. Ông từng giữ chức vụ đại sứ Ottoman tại Hy Lạp, đây cũng là nơi ông gặp vợ, bà Sara İsmet Hanım. Chú của Fahrelnissa là ông Cevat Çobanlı Pasha, một vị tướng của Đế chế Ottoman từ năm 1891 đến 1895. Anh trai của bà, Cevat akir Kabaağaçlı là một tiểu thuyết gia trong khi chị gái Aliye Berger cũng là một họa sĩ.
Từ khoảng năm 14 tuổi, Fahrelnissa Zeid đã bắt đầu vẽ những bức tranh đầu tiên.